# Český lev 2010
Ceny České filmové a televizní akademie Český lev za rok 2010 byly vyhlášeny během slavnostního večera 5. března 2011 ve velkém sále Paláce Lucerna. Večerem provázel Jan Budař.
Nominace byly vyhlášeny během slavnostního večera 6. února 2011 vysílaného v přímém přenosu z kina Lucerna na druhém programu České televize od 20 hodin. Kromě toho bylo vyhlášeno několik vedlejších cen. Nejvíce nominací (13) získal film Pouta. V každé kategorii bylo vyhlášeno 5 nominací, z nichž budou ještě vybrány tři finální. Nominační večer uváděli Jakub Žáček a Marek Daniel.

## Hlavní ceny a nominace

### Nejlepší film
- Pouta
- Habermannův mlýn
- Kuky se vrací
- Největší z Čechů
- Občanský průkaz

### Nejlepší režie
- Radim Špaček (Pouta)
- Jan Svěrák (Kuky se vrací)
- Robert Sedláček (Největší z Čechů)
- Ondřej Trojan (Občanský průkaz)
- Jan Švankmajer (Přežít svůj život)

### Nejlepší scénář
- Ondřej Štindl (Pouta)
- Wolfgang Limmer, Juraj Herz, Jan Drbohlav (Habermannův mlýn)
- Alice Nellis (Mamas & Papas)
- Robert Sedláček (Největší z Čechů)
- Petr Jarchovský (Občanský průkaz)

### Ženský herecký výkon v hlavní roli
- Zuzana Bydžovská (Mamas & Papas)
- Simona Babčáková (Největší z Čechů)
- Anna Geislerová (Občanský průkaz)
- Kristína Farkašová (Pouta)
- Lenka Vlasáková (Ženy v pokušení)

### Ženský herecký výkon ve vedlejší roli
- Eliška Balzerová (Ženy v pokušení)
- Zuzana Kronerová (Habermannův mlýn)
- Zuzana Čapková (Mamas & Papas)
- Kristýna Liška Boková (Občanský průkaz)
- Barbora Milotová (Pouta)

### Mužský herecký výkon v hlavní roli
- Ondřej Malý (Pouta)
- Karel Roden (Habermannův mlýn)
- Konstantin Lavroněnko (Kajínek)
- Jaroslav Plesl (Největší z Čechů)
- Martin Myšička (Občanský průkaz)

### Mužský herecký výkon ve vedlejší roli
- Vladimír Dlouhý (Kajínek, in memoriam)
- Igor Bareš (Největší z Čechů)
- Igor Chmela (Největší z Čechů)
- Lukáš Latinák (Pouta)
- Oldřich Kaiser (Pouta)

### Nejlepší kamera
- Jaromír Kačer (Pouta)
- Alexander Šurkala (Habermannův mlýn)
- Marek Jícha (Hlava - ruce - srdce)
- Vladimír Smutný (Kuky se vrací)
- Martin Štrba (Občanský průkaz)

### Nejlepší hudba
- Michal Novinski (Kuky se vrací)
- Jan Ponocný a Buty (Mamas & Papas)
- Petr Ostrouchov (Občanský průkaz)
- Tomáš Vtípil (Pouta)
- Jan P. Muchow (Ženy v pokušení)

### Nejlepší střih
- Alois Fišárek (Kuky se vrací)
- Matouš Outrata (Kajínek)
- Petr Mrkous (Mamas & Papas)
- Vladimír Barák (Občanský průkaz)
- Anna Johnson Ryndová (Pouta)

### Nejlepší zvuk
- Jakub Čech, Juraj Mravec a Pavel Rejholec (Kuky se vrací)
- Tomáš Bělohradský (Habermannův mlýn)
- Jiří Klenka (Občanský průkaz)
- Jakub Čech, Marek Hart (Pouta)
- Ivo Špalj (Přežít svůj život)

### Nejlepší dokument
- Katka (Helena Třeštíková)
- 25 ze šedesátých aneb... (Martin Šulík)
- Český mír (Vít Klusák, Filip Remunda)
- Medvědí ostrovy (Martin Ryšavý)
- Nesvatbov (Erika Hníková)

### Nejlepší výtvarný počin
- Jan Švankmajer (Přežít svůj život)
- David Jařab (Hlava - ruce - srdce)
- Jakub Dvorský (Kuky se vrací)
- Milan Býček (Občanský průkaz)
- Pavol Andraško (Pouta)

### Mimořádný přínos české kinematografii
- Zdeněk Svěrák[1]

## Vedlejší ceny

### Cena filmových kritiků a teoretiků za nejlepší hraný film
- Pouta
- Kuky se vrací
- Největší z Čechů
- Občanský průkaz
- Přežít svůj život

### Cena filmových kritiků a teoretiků za nejlepší dokument
- Český mír
- Drnovické catenaccio aneb Cesta do pravěku ekonomické transformace
- Katka
- Medvědí ostrovy
- Nesvatbov

### Nejlepší filmový plakát
- Kuky se vrací (Petr Štěpán)

### Český lev za nejlepší zahraniční film
- Počátek
- Bílá stuha
- Imaginárium dr. Parnasse
- Muž ve stínu
- Seriózní muž

### Cena Magnesia pro nejlepší studentský snímek
- Graffitiger (Libor Pixa)

### Cena portálu Kinobox.cz za nejlepší film
- Ženy v pokušení